# Elementární algebra
Elementární algebra pracuje se základními pojmy algebry, patří mezi základní odvětví matematiky, staví na aritmetice. Zatímco aritmetika pracuje se zadanými čísly, algebra zavádí veličiny bez pevných hodnot, známé jako proměnné. Na rozdíl od abstraktní algebry se elementární algebra nezabývá algebraickými strukturami mimo reálná a komplexní čísla.
Použití proměnných k označení veličin umožňuje formální a přesné vyjádření obecných vztahů mezi veličinami a tedy řešení širšího rozsahu problémů. Mnoho kvantitativních vztahů ve vědě a matematice je vyjádřeno jako algebraické rovnice.

## Základní pojmy
Algebraická notace popisuje pravidla a konvence pro psaní matematických výrazů, využívá matematické symboly a značky. Elementární algebra staví na aritmetice a rozšiřuje ji zavedením písmen zvaných proměnné, které představují obecná (nespecifikovaná) čísla.
Algebraické operace se používají stejným způsobem jako aritmetické operace (sčítání, odčítání, násobení, dělení a umocňování), aplikují se na algebraické výrazy. Symboly pro násobení jsou vynechány, jestliže mezi dvěma proměnnými není jiný symbol, nebo když je použit koeficient. Například: {\displaystyle 3\cdot a^{2}} = {\displaystyle 3a^{2}}. 
Obvykle jsou výrazy s nejvyšším exponentem psány nalevo (příklad: {\displaystyle a^{5}-3e}). Pokud je koeficient roven jedné, je vynechán ({\displaystyle 1x+3a=x+3a}). Podobně, je-li exponent roven jedné, nepíše se ({\displaystyle a^{1}=a}). Když je exponent nula, výsledek je vždy 1 ({\displaystyle a^{0}=2^{0}=1}). {\displaystyle 0^{0}} není v matematice definován.

## Proměnné
- Proměnné mohou představovat čísla, jejichž hodnoty ještě nejsou známy. Pokud je například teplota aktuálního dne C o 20 stupňů vyšší než teplota předchozího dne P, lze problém popsat algebraicky jako {\displaystyle C=P+20}[2]
- Proměnné umožňují popsat obecné problémy, aniž by specifikovaly hodnoty zúčastněných veličin. Například lze konstatovat, že 5 minut odpovídá {\displaystyle 60\cdot 5=300} sekundám.
- Obecněji (algebraicky) lze uvést: počet sekund {\displaystyle s=60\cdot m}, kde m je počet minut.
- Proměnné umožňují popsat matematické vztahy mezi veličinami, které se mohou lišit. Například vztah mezi obvodem O a průměrem d kruhu je popsán {\displaystyle \pi ={\frac {O}{d}}}.
- Proměnné umožňují popsat některé matematické vlastnosti. Základní vlastnost sčítání komutativita uvádí, že na pořadí sčítanců nezáleží: {\displaystyle (a+b)=(b+a)}. [3]

## Zjednodušení výrazů
Při zjednodušení výrazu je důležité pořadí operací:
- závorky
- umocňování a odmocňování
- násobení a dělení
- sčítání a odčítání

Algebraické výrazy (matematické výrazy) lze vyhodnotit a zjednodušit na základě základních vlastností aritmetických operací (sčítání, odčítání, násobení, dělení a umocňování). Součet lze zjednodušit {\displaystyle x+x+x} jako násobení {\displaystyle 3x}. Násobené výrazy se zjednoduší pomocí exponentů {\displaystyle a\cdot a\cdot a=a^{3}}. Stejně jako v aritmetice, lze sčítat (odčítat) i stejné výrazy {\displaystyle 3x+2ac^{2}-2x+ac^{2}=3ac^{2}+x}

## Rovnice
Související informace viz rovnice.
Rovnici lze zapsat na základě slovního tvrzení.
Příklad 1: K číslu, které si myslím, přičtu 5; potom se bude rovnat dvojnásobku myšleného čísla. Myšlené číslo: {\displaystyle x}. Zápis vztahu na základě textu: {\displaystyle x+5=2x}, tedy rovnicí (dva výrazy mají stejnou hodnotu a jsou si rovny: zápis symbolem = rovnosti). 
Rovnice, které jsou pravdivé pro všechny proměnné (např. a + b = b + a), se nazývají identity. Hodnoty proměnných, které činí rovnici pravdivou, jsou řešením rovnice a lze je najít pomocí řešení rovnice.
Dalším typem je nerovnost. Používá symboly:
{\displaystyle >} „větší než“ ; {\displaystyle a>b}, hodnota a je větší než hodnota b,
{\displaystyle <} „menší než“ ; {\displaystyle a<b}, hodnota a je menší než hodnota b.

### Vlastnosti rovnosti
Podle definice je rovnost vztahem ekvivalence. Je tedy reflexivní (a = a); symetrická (pokud a = b potom b = a); transitivní (pokud a = b a b = c, potom a = c).
Pokud mají dva různé symboly stejnou hodnotu, lze jeden symbol nahradit druhým v jakémkoli pravdivém výroku a výrok zůstane pravdivý.
Viz vlastnosti:
- jestliže a = b a c = d, potom musí platit a + c = b + d a ac = bd;
- jestliže a = b, potom musí platit a + c = b + c;
- jestliže jsou si dvě substituce rovny, potom jedna může být substitucí druhé. [4]

### Vlastnosti nerovnosti
- reflexivita: a ≤ a
- antisymetrie: jestliže a ≤ b a b ≤ a, potom musí platit a = b
- transitivita: jestliže a ≤ b a b ≤ c, potom musí platit a ≤ c;
- jestliže a ≤ b a c ≤ d, potom musí platit a + c ≤ b + d;
- jestliže a ≤ b a c ≥ 0, potom ac ≤ bc;
- jestliže a ≤ b a c ≤ 0, pak bc ≤ ac.[5]

## Příklady z elementární algebry

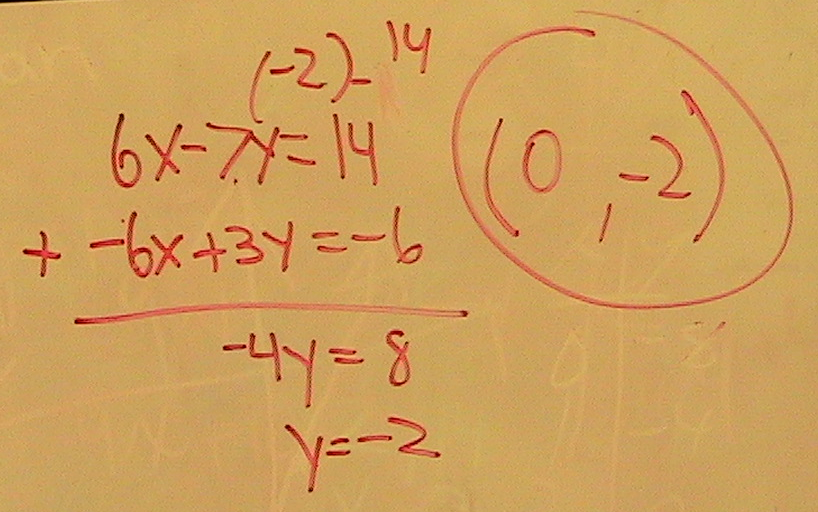
Typický algebraický problém

Příklady některých typů algebraických rovnic, se kterými se lze setkat v reálném životě (v chemii, fyzice atd.), například: {\displaystyle a^{2}+4a=8}; {\displaystyle \log(x-3)-log(x+2)=8}; {\displaystyle E=mc^{2}}. Každou z těchto rovnic lze zapsat ve tvaru, ve kterém na pravé (obvykle) straně rovnice
bude 0 a na levé straně rovnice budou všechny ostatní členy: {\displaystyle a^{2}+4a-8=0}; {\displaystyle \log(x-3)-log(x+2)-8=0}; {\displaystyle E-mc^{2}=0}; pak je zápis rovnice v anulovaném (základním) tvaru.
Následující sekce obsahují příklady řešení algebraických rovnic.

### Řešení lineární rovnice s jednou proměnnou
viz také Lineární rovnice
Řešit rovnici, znamená určit všechna taková čísla, pro která se hodnota levé strany této rovnice rovná hodnotě její pravé strany. Každé takové číslo se nazývá kořen rovnice nebo řešení rovnice. O správnosti řešení je třeba se vždy přesvědčit zkouškou.
Při řešení rovnice se používají ekvivalentní úpravy rovnice:
- přičteme k oběma stranám rovnice stejné číslo,
- odečteme od obou stran rovnice stejné číslo,
- přičteme k oběma stranám rovnice stejný mnohočlen,
- odečteme od obou stran rovnice stejný mnohočlen,
- vynásobíme obě strany rovnice stejným číslem různým od nuly,
- vydělíme obě strany rovnice stejným číslem různým od nuly,
- zaměníme levou a pravou stranu rovnice,

tj. operace, při kterých se kořen rovnice nezmění (rovnice před úpravou rovnice i upravená rovnice mají stejné kořeny).
Při řešení rovnice je vhodné dodržovat základní postup (pokud se zjednoduší zápis rovnice):
- odstranit zlomky,
- odstranit závorky,
- zjednodušit levou i pravou stranu rovnice,
- členy s neznámou se převádí na jednu stranu a členy bez neznámé na druhou stranu[1]

Podle příkladu 1 je dána rovnice {\displaystyle x+5=2x}.
{\displaystyle x+5=2x}
{\displaystyle x-2x+5=2x-2x}
{\displaystyle -x+5=0}
{\displaystyle -x+5-5=-5}
{\displaystyle -x=-5}
{\displaystyle x=5}
Zkouška: L= {\displaystyle 5+5=10} ; P = {\displaystyle 2*5=10}
L = P;
Rovnice má jedno řešení, kořen rovnice x = 5.

### Kvadratické rovnice
viz Kvadratické rovnice
Kvadratická rovnice je rovnice, která obsahuje jednu neznámou, která je umocněna na druhou. Může být obecně vyjádřená jako ax² + bx + c = 0, kde a je nenulové (jinak rovnice přechází v lineární). Tedy a ≠ 0, a můžeme dělit a a tím upravit rovnici do standardního tvaru:
{\displaystyle x^{2}+px=q\,}
kde p = b/a a q = −c/a. Řešení takovéto rovnice vede ke vzorci (k řešení):
{\displaystyle x={\frac {-b\pm {\sqrt {b^{2}-4ac}}}{2a}},}
Tato rovnice také může být řešena rozkladem.
Například: {\displaystyle x^{2}+3x-10=0}.
Což je stejná rovnice jako {\displaystyle (x+5)(x-2)=0.\,}
Všechny kvadratické rovnice mají dva kořeny v množině komplexních čísel, ale nemusí mít žádný kořen v reálných číslech.
Například
{\displaystyle x^{2}+1=0\,}
nemá žádné řešení v reálných číslech. Někdy je řešením takzvaný multiplikátor (matematika), například:
{\displaystyle (x+1)^{2}=0.\,}
Tato rovnice má kořen -1 s násobností 2.

### Exponenciální a logaritmické rovnice
Exponenciální rovnice je rovnice aX = b pro a ≥ 0, jež má řešení
{\displaystyle X=\log _{a}b={\frac {\ln b}{\ln a}}}
kde b ≥ 0. Elementární úpravou je vhodné rovnici upravit tvaru výše.
{\displaystyle 3\cdot 2^{x-1}+1=10}
a odečtením 1 z obou stran rovnice a poté dělením obou stran 3:
{\displaystyle 2^{x-1}=3\,}
takže
{\displaystyle x-1=\log _{2}3\,}
nebo
{\displaystyle x=\log _{2}3+1.\,}
logaritmická rovnice je rovnice ve tvaru logaX = b for a ≥ 0, jež má za řešení:
{\displaystyle X=a^{b}.\,}
například:
{\displaystyle 4\log _{5}(x-3)-2=6\,}
přičtením 2 k oběma stranám a vydělením 4
{\displaystyle \log _{5}(x-3)=2\,}
takže
{\displaystyle x-3=5^{2}=25\,}
nakonec
{\displaystyle x=28.\,}

### Soustava lineárních rovnic
v případě soustava lineárních rovnic, např. dvou rovnic o dvou proměnných, je možné najít řešení, jež vyhovují oběma rovnicím, pomocí následujících metod.

#### Eliminační metoda
Příklad eliminační metody:
{\displaystyle {\begin{cases}4x+2y=14\\2x-y=1.\end{cases}}\,}
vynásobením druhé rovnice 2 dostáváme:
{\displaystyle 4x+2y=14\,}
{\displaystyle 4x-2y=2.\,}
sečtením těchto dvou rovnic dohromady dostáváme rovnici:
{\displaystyle 8x=16\,}
tedy
{\displaystyle x=2.\,}
Jestliže víme, že x = 2, je potom možné odvodit i y = 3 pomocí jedné z rovnic (nahrazením 2 místo x). Celé řešení této rovnice je potom rovno:
{\displaystyle {\begin{cases}x=2\\y=3.\end{cases}}\,}
(Samozřejmě je možné nejdříve vypočítat y a potom z něho odvodit x).

#### Substituční metoda
Druhý způsob je tzv. substituční metoda.
{\displaystyle {\begin{cases}4x+2y=14\\2x-y=1.\end{cases}}\,}
Ekvivalent pro y můžeme odvodit z jedné z rovnic. Například použitím druhé rovnice dostáváme:
{\displaystyle 2x-y=1\,}Odečtení 2x z obou stran rovnice dává :
Odečtení 2x z obou stran rovnice dává :
{\displaystyle 2x-2x-y=1-2x\,}
{\displaystyle -y=1-2x\,}
a vynásobením -1:
{\displaystyle y=2x-1.\,}
Nyní dosadíme y (vyjádřený výše pomocí x) v první rovnici
{\displaystyle 4x+2(2x-1)=14\,}
{\displaystyle 4x+4x-2=14\,}
{\displaystyle 8x-2=14\,}
přidáním 2 k oběma stranám:
{\displaystyle 8x-2+2=14+2\,}
{\displaystyle 8x=16\,}
nakonec
{\displaystyle x=2\,}
Opět dosazením 2 za x do jedné z rovnic se vypočítá i druhá proměnná y
{\displaystyle {\begin{cases}x=2\\y=3.\end{cases}}\,}
(Opět lze touto metodou nejdříve vypočítat y a poté x)

### Jiné typy soustav lineárních rovnic

#### Neřešitelné soustavy
Ve výše uvedených příkladech bylo možné najít řešení, existují ovšem i soustavy jež nemají řešení. Například
{\displaystyle {\begin{cases}x+y=1\\0x+0y=2\end{cases}}\,}
Druhá rovnice nemá žádné možné řešení. Tj. soustava nemá řešení. Všechny soustavy, pro něž neexistuje řešení ovšem nemusí být na první pohled tak snadno rozpoznatelné, například
{\displaystyle {\begin{cases}4x+2y=12\\-2x-y=-4\end{cases}}\,}
Jestliže se pokusíme tyto soustavu dvou rovnic vyřešit (například pomocí metody substituce), druhá rovnice, po přičtení 2x k oběma stranám a vynásobením −1 dává:
{\displaystyle y=-2x+4\,}
a po dosazení této hodnoty za y do první rovnice:
{\displaystyle 4x+2(-2x+4)=12\,}
{\displaystyle 4x-4x+8=12\,}
{\displaystyle 8=12\,}
Zřejmě rovnice nemá řešení.